# Cedillo
Cedillo – gmina w Hiszpanii, w prowincji Cáceres, w Estramadurze, o powierzchni 61,56 km². W 2011 roku gmina liczyła 497 mieszkańców.